# 오하라촌 (시가현 사카타군)
오하라촌(大原村)은 일본 시가현 사카타군에 설치되었던 촌이다. 현재의 마이바라시의 일부에 해당한다.